# Chibchacris digitifera
Chibchacris digitifera är en insektsart som beskrevs av Morgan Hebard 1923. Chibchacris digitifera ingår i släktet Chibchacris och familjen gräshoppor. Inga underarter finns listade i Catalogue of Life.